# Donald Judd
Donald Judd (Excelsior Springs, Missouri, 1928 - Nova York, 1994), fou artista, teòric i crític d'art estatunidenc. La seva obra es va basar en l'espai i la realitat.

## Biografia
Judd va començar a treballar com a pintor, però el seu treball va evolucionar vers objectes independents en tres dimensions, sobre sòl o paret que usen formes geomètriques senzilles, sovint repetides, que al seu torn exploren l'espai i l'ús de l'espai en què es troben. A partir de 1963, Judd va començar a fer servir colors més cridaners i diferents materials per si mateixos. Entre altres materials que va utilitzar durant la seva carrera abunden el metall, el contraxapat, i el plexiglas. En altres obres, va utilitzar ciment i blocs d'atovó. Sovint Judd és classificat com un artista minimalista, però ell mateix es va oposar a acceptar el terme com identificatiu de la seva obra.
El 1979 amb l'ajut de la Dia Art Foundation Judd va comprar una extensió de 1.4 km² al desert prop de Marfa, Texas incloent-hi antics edificis de l'exèrcit americà i hi va crear un taller, obres d'interior i exterior. La Chinati Foundation es va establir el 1986 en aquest lloc i és una fundació artística sense ànim de lucre, dedicada a l'obra de Judd i els seus contemporanis.